# Cậu bé mất tích (mùa 1)
Mùa đầu tiên của loạt phim truyền hình web khoa học viễn tưởng-kinh dị Stranger Things được công chiếu toàn cầu qua dịch vụ streaming Netflix vào ngày 15 tháng 7 năm 2016. Loạt phim được sáng tạo bởi Anh em nhà Duffer, cũng là giám đốc sản xuất cho phim cùng với Shawn Levy và Dan Cohen.
Mùa đầu tiên có sự tham gia của Winona Ryder, David Harbour, Finn Wolfhard, Millie Bobby Brown, Gaten Matarazzo, Caleb McLaughlin, Natalia Dyer, Charlie Heaton, Cara Buono, và Matthew Modine; cùng với sự tham gia của Noah Schnapp, Joe Keery, và Shannon Purser trong các vai diễn phụ.

## Bối cảnh
Mùa đầu tiên bắt đầu vào tháng 11 năm 1983, các nhà nghiên cứu tại Phòng thí nghiệm Quốc gia Hawkins mở một vết nứt dẫn tới "Thế giới ngược" ("The Upside Down"), một chiều không gian khác. Một con quái vật từ Thế giới ngược trốn được ra ngoài và bắt cóc cậu bé Will Byers và cô gái thiếu niên Barbara. Mẹ của Will, Joyce, cùng cảnh sát trưởng của thị trấn, Jim Hopper, tham gia tìm kiếm Will. Cùng lúc đó, một cô gái trẻ có khả năng psychokinesis có tên là Eleven trốn khỏi phòng thí nghiệm và giúp cho những người bạn của Will là Mike, Dustin, và Lucas tìm kiếm cậu.

## Diễn viên và nhân vật
| - Winona Ryder trong vai Joyce Byers - David Harbour trong vai Jim Hopper - Finn Wolfhard trong vai Mike Wheeler - Millie Bobby Brown trong vai Eleven ("El") - Gaten Matarazzo trong vai Dustin Henderson - Caleb McLaughlin trong vai Lucas Sinclair - Natalia Dyer trong vai Nancy Wheeler - Charlie Heaton trong vai Jonathan Byers, - Cara Buono trong vai Karen Wheeler - Matthew Modine trong vai Martin Brenner | - Noah Schnapp trong vai Will Byers - Joe Keery trong vai Steve Harrington - Shannon Purser trong vai Barbara "Barb" Holland - Ross Partridge trong vai Lonnie Byers - Joe Chrest trong vai Ted Wheeler - Mark Steger trong vai Quái vật - Rob Morgan trong vai Sĩ quan Powell - John Paul Reynolds trong vai Sĩ quan Callahan - Randall P. Havens trong vai Scott Clarke - Aimee Mullins trong vai Terry Ives - Catherine Dyer trong vai Connie Frazier - Peyton Wich trong vai Troy - Cade Jones trong vai James - Chester Rushing trong vai Tommy H. - Chelsea Talmadge trong vai Carol - Tinsley và Anniston Price trong vai Holly Wheeler - Chris Sullivan trong vai Benny Hammond - Tobias Jelinek trong vai đặc vụ trưởng - Susan Shalhoub Larkin trong vai Florence ("Flo") |

## Các tập phim
| TT. tổng thể | TT. trong mùa phim | Tiêu đề                                | Đạo diễn          | Biên kịch                                                | Ngày phát sóng gốc  |
| --- | ------------------ | -------------------------------------- | ----------------- | -------------------------------------------------------- | ------------------- |
| 1 | 1                  | "Tập một: Will Byers biến mất"         | Anh em nhà Duffer | Anh em nhà Duffer                                        | 15 tháng 7 năm 2016 |
| Vào tháng 11 năm 1983 tại Hawkins, Indiana, một nhà khoa học bị tấn công bởi một sinh vật chưa rõ trong một phòng thí nghiệm của Chính phủ Hoa Kỳ. Cậu bé Will Byers 12 tuổi đối mặt với sinh vật này và biến mất đầy bí ẩn trong lúc đạp xe về nhà sau một buổi chơi Dungeons & Dragons với các bạn Mike Wheeler, Dustin Henderson và Lucas Sinclair. Người mẹ đơn thân của Will là Joyce đã báo tin cậu bé mất tích cho cảnh sát trưởng Jim Hopper. Anh bắt đầu tìm kiếm Will và trấn an Joyce rằng tất cả những đứa trẻ mất tích đều nhanh chóng được tìm kiếm. Giám đốc của phòng thí nghiệm là Tiến sĩ Martin Brenner phát hiện một loại chất hữu cơ đang rỉ ra trong tầng hầm của phòng thí nghiệm, khẳng định rằng "cô bé" chưa thể đi xa. Một cô gái trẻ nhút nhát, đầu cạo trọc và mặc một bộ đồ bệnh viện đi lang thang tới một quán ăn trong thị trấn. Chủ quán Benny biết tên cô bé là Eleven (số 11) qua hình xăm trên cổ tay cô. Benny gọi trung tâm bảo trợ xã hội giúp cô bé, nhưng Brenner biết được nhờ giám sát đường dây điện thoại và cử đặc vụ tới quán ăn. Benny bị đặc vụ giết chết, nhưng Eleven trốn được nhờ khả năng telekinesis. Điện thoại của Joyce bị đoản mạch sau khi nhận được cuộc gọi mà cô tin là có tiếng thở của Will. Trong lúc tìm Will trong rừng, Mike, Dustin và Lucas bắt gặp Eleven. |                    |                                        |                   |                                                          |                     |
| 2 | 2                  | "Tập hai: Kẻ lập dị ở đường Maple"     | Anh em nhà Duffer | Anh em nhà Duffer                                        | 15 tháng 7 năm 2016 |
| Nhóm bạn đưa Eleven về nhà Mike nhưng bất đồng về việc xử lý cô bé. Mike đồng ý để cô ngủ trong căn hầm nhà mình đêm đó. Anh trai của Will là Jonathan tới nhà cha của mình là Lonnie ở Indianapolis để tìm Will, nhưng Lonnie dứt khoát từ chối. Eleven nói cho Mike biết rằng "người xấu" đang tìm cô và thuyết phục nhóm bạn tin cô sau khi nhận ra Will trong ảnh và cho nhóm bạn xem khả năng của mình, khiến các cậu bé tin rằng cô bé có thể giúp tìm Will. Bằng tấm bảng của trò Dungeons & Dragons, Eleven ám chỉ Will đang ở phía 'Lộn ngược' của tấm bảng và đang bị 'Demogorgon' (con quái vật) săn tìm. Nhóm tìm kiếm của Hopper tìm thấy một mảnh vải từ bộ đồ bệnh viện của Eleven gần phòng thí nghiệm. Chị gái của Mike là Nancy cùng người bạn Barbara 'Barb' Holland tới một bữa tiệc với bạn trai của Nancy là Steve Harrington. Trong lúc tìm Will gần nhà của Steve, Jonathan lén chụp hình bữa tiệc. Nancy uống say và ngủ với Steve. Joyce nhận thêm cuộc gọi nữa của Will, nghe tiếng nhạc phát ra từ chiếc đài của cậu bé, và nhìn thấy con quái vật chui ra từ tường. Barb, một mình bên hồ bơi, bị Demogorgon tấn công và biến mất. |                    |                                        |                   |                                                          |                     |
| 3 | 3                  | "Tập ba: Đèn Giáng sinh"               | Shawn Levy        | Jessica Mecklenburg                                      | 15 tháng 7 năm 2016 |
| Barb tỉnh dậy trong Thế giới ngược: một chiều không gian đầy đổ nát, đầy những dây leo và bao phủ bởi lớp sương dày. Joyce tin rằng Will đang cố liên lạc với cô bằng những ánh đèn Giáng Sinh. Brenner cho Hopper xem đoạn băng giám sát giả từ đêm Will biến mất, khiến cho Hopper bắt đầu tìm hiểu về lịch sử của phòng thí nghiệm và phát hiện một người phụ nữ tên Terry Ives nhiều năm trước đã cáo buộc Brenner đem con gái mình đi. Eleven nhớ lại lúc Brenner, người mà cô gọi là "Cha", nhốt cô bé vào phòng cách ly chỉ vì cô không chịu dùng năng lực làm hại một con mèo. Steve phá hỏng máy ảnh của Jonathan khi biết anh chụp ảnh bữa tiệc; tuy nhiên, Nancy sau đó tìm và dán lại một bức ảnh chụp Barb và nhận ra Barb đang mất tích. Tới nhà Steve để tìm Barb, Nancy bắt gặp con Demogorgon nhưng trốn thoát được. Joyce tạo một tấm bảng cầu cơ tạm trên tường nhà để Will nói chuyện với cô. Will ra dấu hiệu cho cô rằng cậu đang ở "NGAY ĐÂY" và bảo cô phải "CHẠY". Tin rằng Eleven biết Will đang ở đâu, nhóm bạn nhờ cô dẫn họ tới chỗ cậu. Eleven đưa họ tới một mỏ đá ngay lúc đội tìm kiếm phát hiện một cái xác được cho là của Will dưới nước. |                    |                                        |                   |                                                          |                     |
| 4 | 4                  | "Tập bốn: Cái xác"                     | Shawn Levy        | Justin Doble                                             | 15 tháng 7 năm 2016 |
| Joyce không chịu tin cái xác ở mỏ đá là của Will. Mike cảm thấy như bị Eleven phản bội cho tới khi cô chứng minh cho cậu rằng Will vẫn còn sống bằng cách dẫn giọng của cậu qua bộ đàm của Mike. Nhóm bạn cho rằng Eleven có thể dùng bộ radio nghiệp dư ở trường để liên lạc với Will. Nancy để ý tới một vật thể đằng sau Barb trong ảnh của Jonathan, mà sau đó anh nhận ra là trùng khớp với lời mô tả của mẹ anh về con Demogorgon. Nancy báo cảnh sát Barb bị mất tích, thú nhận với mẹ mình là mình đã ngủ với Steve. Nancy sau đó cãi nhau với Steve vì anh chỉ quan tâm tới việc không muốn gặp rắc rối với cha mình. Hopper nghi ngờ tính xác thực của cái xác được tìm thấy dưới mỏ đá. Anh gặp viên cảnh sát tuần tra đã tìm ra cái xác, đánh hắn tới khi chịu khai là mình được lệnh nói dối. Nhóm con trai cải trang cho Eleven, đưa cô bé vào trường để dùng bộ radio; trong lúc đó nghe thấy giọng của Will trong tường phòng khách nhà mình. Cô xé lớp giấy dán tường và phát hiện cậu bé đang mắc kẹt phía sau một lớp màng. Eleven dùng bộ radio để dẫn cuộc nói chuyện của Joyce với mẹ. Hopper vào nhà xác và phát hiện cái xác được tìm thấy là giả, nghi ngờ Brenner có liên quan và đột nhập vào phòng thí nghiệm.                                                                                          |                    |                                        |                   |                                                          |                     |
| 5 | 5                  | "Tập năm: Con bọ chét và người đi dây" | Anh em nhà Duffer | Alison Tatlock                                           | 15 tháng 7 năm 2016 |
| Hopper tìm kiếm trong phòng thí nghiệm, phát hiện ra loại chất trong tầng hầm, trước khi bị lính gác phòng thí nghiệm đánh ngất. Nhóm bạn hỏi thầy giáo Clarke về khả năng di chuyển giữa các chiều không gian; thầy Clarke trả lời có thể có một ‘cánh cổng’ giữa các chiều không gian. Hopper tỉnh dậy tại nhà mình và phát hiện một chiếc micro được giấu trong nhà, khiến anh nhận ra Joyce có thể đã đúng ngay từ đầu. Lập luận rằng cánh cổng có thể làm rối loạn trường điện từ của Trái Đất, nhóm bạn lần theo chiếc la bàn để đến cánh cổng. Eleven nhớ lại lúc bị đưa vào bồn nước cô lập giác quan để do thám một người Nga từ xa; trong lúc nghe, cô bé bắt gặp một con Demogorgon. Sợ phải đối mặt con quái vật lần nữa, Eleven dùng sức mạnh đổi hướng la bàn. Lucas hiểu nhầm cô bé muốn phản bội và đánh nhau với Mike, khiến Eleven phải dùng sức mạnh đẩy Lucas ra. Trong lúc Dustin và Mike bước tới Lucas đang nằm bất tỉnh, Eleven bỏ chạy. Nancy và Jonathan lên kế hoạch giết chết con Demogorgon. Khi ở trong rừng, họ phát hiện một con hươu bị con quái vật làm bị thương. Nancy theo con hươu tới một cánh cổng tới Thế giới ngược và bị một con Demogorgon phát hiện. |                    |                                        |                   |                                                          |                     |
| 6 | 6                  | "Tập sáu: Con quái vật"                | Anh em nhà Duffer | Jessie Nickson-Lopez                                     | 15 tháng 7 năm 2016 |
| Jonathan kéo Nancy ra khỏi cánh cổng và cứu cô khỏi con Demogorgon. Trong phòng ngủ của mình, Nancy không muốn ở một mình nên muốn Jonathan ngủ lại. Steve, đang cố gắng làm lành với Nancy, nhìn thấy hai người trong phòng ngủ và nghĩ họ đang hẹn hò. Joyce và Hopper lần tới nhà Terry Ives, nay không thể vận động và được chăm sóc bởi em gái Becky. Becky giải thích rằng Terry bị buộc tham gia thí nghiệm ở Dự án MKUltra (dự án thí nghiệm điều khiển trí não người của CIA) trong lúc mang thai mà không biết, và cô tin rằng con gái Jane của mình có sức mạnh đặc biệt và bị Brenner bắt cóc lúc mới sinh. Nancy và Jonathan mua vũ khí để giết con Demogorgon khi biết nó bị thu hút bởi máu. Đi một mình trong rừng, Eleven nhớ lại lúc Brenner yêu cầu cô liên lạc với con Demogorgon và, trong lúc sợ hãi, cô đã vô tình mở cánh cổng tới Thế giới ngược trong căn hầm của phòng thí nghiệm. Trong lúc tìm Eleven, Mike và Dustin bị bọn bắt nạt phục kích, nhưng hai cậu được Eleven cứu và cô bé đã bẻ gãy tay một kẻ bắt nạt. Eleven thừa nhận trong nước mắt rằng cô là người đã để cho con Demogorgon đi vào thế giới này. Lucas phát hiện nhóm đặc vụ đang đi tới nhà của Mike. |                    |                                        |                   |                                                          |                     |
| 7 | 7                  | "Tập bảy: Bồn nước"                    | Anh em nhà Duffer | Justin Doble                                             | 15 tháng 7 năm 2016 |
| Lucas cảnh báo Mike rằng các đặc vụ đang tìm Eleven. Mike, Dustin và Eleven chạy khỏi nhà. Eleven dùng sức mạnh lật tung một chiếc xe của các đặc vụ đang chắn đường giúp cho bọn trẻ trốn thoát. Lucas làm lành với Mike và Eleven. Nancy và Jonathan nói cho Joyce và Hopper về con Demogorgon. Họ liên lạc với lũ trẻ và tất cả gặp mặt tại nhà Byers. Joyce và Hopper nhận ra Eleven chính là Jane Ives. Cả nhóm nhờ Eleven tìm Will và Barb, nhưng sức mạnh của cô đã bị suy giảm nhiều từ những lần trước. Để làm sức mạnh của Eleven mạnh hơn, họ dựng một chiếc bồn cô lập giác quan tạm trong ngôi trường cấp hai của thị trấn. Bằng khả năng thần giao cách cảm, Eleven tìm thấy xác của Barb đầy những sinh vật giống sên chui ra từ miệng, và nhờ có sự giúp đỡ của Joyce, cô bé tìm thấy Will còn sống, đang trốn trong lâu đài tự xây của cậu ở Thế giới ngược. Biết được cánh cổng nằm dưới hầm của phòng thí nghiệm, Hopper và Joyce đột nhập vào nhưng bị lính gác phát hiện. Nancy và Jonathan quay về nhà Byers, định nhử và giết con Demogorgon. Ở Thế giới ngược, con Demogorgon tới được lâu đài của Will. |                    |                                        |                   |                                                          |                     |
| 8 | 8                  | "Tập tám: Thế giới lộn ngược"          | Anh em nhà Duffer | Cốt truyện : Paul Dichter Kịch bản : The Duffer Brothers | 15 tháng 7 năm 2016 |
| Hopper cho Brenner biết vị trí của Eleven để đổi lấy việc anh và Joyce vào Thế giới ngược cứu Will. Trong lúc đó, anh nhớ lại kỷ niệm với cô con gái Sara qua đời vào năm trước đó. Nancy và Jonathan cắt tay để lấy máu nhử con Demogorgon. Steve tới đúng lúc con quái vật tới, định xin lỗi Jonathan về lần đánh nhau trước đó. Steve, Nancy và Jonathan chiến đấu với con Demogorgon và đốt cháy nó, buộc nó phải rút về Thế giới ngược. Eleven và nhóm bạn trốn trong trường. Brenner và các đặc vụ tới để bắt Eleven; cô giết chết gần hết họ trước khi kiệt sức. Con Demogorgon tới và tấn công Brenner và có vẻ như đã giết chết ông. Hopper và Joyce tìm thấy Will trong Thế giới ngược đang bất tỉnh, bị nhành dây leo chui vào họng. Hai người cố gắng hô hấp nhân tạo cho cậu bé. Demogorgon tìm thấy lũ trẻ và Eleven dùng sức mạnh tiêu diệt nó, nhưng nó cũng khiến cô bé bị biến vào Thế giới ngược. Will được đưa vào bệnh viện. Một tháng sau, Nancy quay lại với Steve và cả hai đều là bạn với Jonathan. Hopper giấu đồ ăn vào một chiếc hộp trong rừng. Will ho ra một sinh vật giống sên và nhìn thấy được Thế giới ngược nhưng cậu giấu không cho gia đình mình biết. |                    |                                        |                   |                                                          |                     |

## Sản xuất

### Phát triển
Stranger Things được sáng tạo bởi Matt và Ross Duffer, hay còn được biết tới qua cái tên Anh em nhà Duffer. Hai anh em đã viết kịch bản và sản xuất xong bộ phim Hidden của họ vào năm 2015, trong đó họ cố gắng bắt chước phong cách của M. Night Shyamalan. Tuy vậy, do có sự thay đổi tại Warner Bros., nhà phân phối của bộ phim, phim không được phát hành rộng rãi và Anh em nhà Duffer cảm thấy không chắc chắn về tương lai của mình. Bất ngờ với họ, nhà sản xuất truyền hình Donald De Line đã tới gặp họ, cho biết mình rất ấn tượng với kịch bản của Hidden, và mời họ làm việc cùng với Shyamalan trong Wayward Pines. Hai anh em được Shyamalan tư vấn trong quá trình sản xuất bộ phim, và sau khi hoàn thành, họ đã cảm thấy sẵn sàng cho việc tự sản xuất một series phim truyền hình của riêng mình.
Anh em nhà Duffer đã chuẩn bị một bản thảo kịch bản có nội dung tương tự như tập phim mở đầu của loạt phim sau này, cùng với một cuốn sách giới thiệu 20 trang để giúp giới thiệu loạt phim cho các nhà đài. Hai anh em đã đem ý tưởng này cho khoảng 15 mạng truyền hình cáp, nhưng tất cả đều từ chối do cho rằng để cốt truyện xoay quanh các nhân vật chính là trẻ con sẽ không thành công, và đòi họ một là biến nó thành phim cho trẻ em, hai là chỉ tập trung vào cuộc điều tra của Hopper vào những hiện tượng siêu nhiên. Vào đầu năm 2015, Dan Cohen, phó giám đốc của 21 Laps Entertainment, đã đem kịch bản này cho người đồng nghiệp Shawn Levy. Họ sau đó đã mời Anh em nhà Duffer tới văn phòng làm việc và mua bản quyền cho loạt phim, đồng thời trao toàn quyền tác giả cho hai anh em. Sau khi đọc được kịch bản cho tập mở đầu, dịch vụ streaming Netflix đã mua cả mùa đầu với giá không được tiết lộ; loạt phim sau đó được Netflix thông báo vào đầu tháng 4 năm 2015 là được dự kiến phát hành năm 2016. Anh em nhà Duffer cho biết ở thời điểm họ giới thiệu phim cho Netflix, dịch vụ này đã được biết tới nhiều qua các chương trình tự sản xuất như House of Cards và Orange Is the New Black, phía sau đó đều là những nhà sản xuất có tiếng tăm, và hãng đã sẵn sàng bắt đầu trao cơ hội cho những nhà sản xuất đang lên như họ. Hai anh em bắt đầu viết kịch bản cho loạt phim và đưa Levy và Cohen làm giám đốc sản xuất để bắt đầu tuyển chọn diễn viên và bấm máy.
Ban đầu loạt phim có tên là Montauk. Bối cảnh khi đó được đặt ở Montauk, New York và các địa điểm gần Long Island. Montauk đi vào khám phá những thuyết âm mưu thế giới thực về các thí nghiệm bí mật của chính phủ. Hai anh em chọn Montauk do nó liên hệ nhiều hơn với Spielberg qua bộ phim Hàm cá mập, trong đó Montauk được dùng làm bối cảnh cho địa điểm giả tưởng trong phim là Đảo Amity. Sau khi quyết định thay đổi cho cốt truyện diễn ra tại thị trấn giả tưởng Hawkins, hai anh em mới thấy mình có thể làm nhiều điều với nơi này, như cho phong tỏa cả thị trấn, điều mà họ không thể làm với một địa điểm có thực. Vì đã thay đổi địa điểm, họ phải nghĩ ra một cái tên mới cho loạt phim dưới sự chỉ đạo của Ted Sarandos từ Netflix để hãng có thể bắt đầu giới thiệu phim cho công chúng. Hai anh em bắt đầu bằng cách dùng một bản tiểu thuyết Firestarter của Stephen King để chọn phông chữ và cách thể hiện cho tiêu đề phim, đồng thời lên danh sách các tên phim thay thế. Stranger Things được lựa chọn do giống với một tiểu thuyết khác của King, Needful Things, mặc dù Matt có nói họ vẫn còn "tranh cãi rất gay gắt" về cái tên cuối cùng này.

### Kịch bản
Ý tưởng về Stranger Things bắt đầu khi hai anh em nghĩ tới việc lấy ý tưởng từ bộ phim Lần theo dấu vết năm 2013, khắc họa chi tiết hơn sự đấu tranh đạo đức mà người cha phải trải qua khi con gái bị bắt cóc, và kéo dài bộ phim ra thành khoảng tám tiếng đồng hồ theo hướng phim truyền hình dài tập. Trong khi tập trung vào khía cạnh đứa bé mất tích của câu chuyện, họ muốn đưa vào ý tưởng về "những sự nhạy cảm của trẻ con" mà chúng đem lại, và khám phá một chút về ý tưởng một con quái vật có thể ăn thịt người. Hai anh em thấy việc kết hợp tất cả những điều này với nhau là "thứ tuyệt vời nhất". Để đưa con quái vật này vào câu chuyện, họ nghĩ tới "những cuộc thí nghiệm lạ xảy ra trong Chiến tranh Lạnh" mà họ đã đọc được như Dự án MKUltra, từ đó mở đường cho sự xuất hiện của con quái vật này là một thứ trong khoa học chứ không phải là điều gì đó tâm linh. Điều đó giúp cho họ quyết định dùng năm 1983 làm bối cảnh cho phim, một năm trước khi Red Dawn ra mắt, một bộ phim tập trung vào những hoang tưởng trong Chiến tranh Lạnh. Về sau họ đã có thể dùng tất cả những nguồn cảm hứng thập niên 1980 của riêng mình, thời điểm hai anh em ra đời, thành những yếu tố trong phim, phát triển nó theo thể loại khoa học viễn tưởng và kinh dị. Những nguồn cảm hứng khác được Anh em nhà Duffer nhắc tới có: những cuốn tiểu thuyết của Stephen King; những bộ phim sản xuất bởi Steven Spielberg, John Carpenter, Wes Craven, và Guillermo del Toro; những bộ phim như Chiến tranh giữa các vì sao, Alien, và Stand by Me; các bộ anime Nhật Bản như Akira và Elfen Lied; và một vài trò chơi như Silent Hill, Dark Souls và The Last of Us.
Với nền tảng Netflix, Anh em nhà Duffer không bị giới hạn theo định dạng 22 tập thông thường mà thay vào đó chọn hướng tiếp cận tám tập phim. Họ lo rằng một mùa phim dài 22 tập trên truyền hình sẽ khó mà "kể được một câu chuyện giàu chất điện ảnh" với quá nhiều tập phim như vậy. Tám tập phim cho phép họ dành thời gian phát triển nhân vật cũng như phát triển câu chuyện; nếu có ít thời gian hơn, họ sẽ phải trung thành với việc kể câu chuyện phim kinh dị ngay khi con quái vật được đưa vào và bỏ đi mất quá trình phát triển nhân vật. Trong vòng tám tập phim, hai anh em nhắm mục tiêu khiến cho mùa thứ nhất "như một bộ phim lẻ lớn" với tất cả các câu chuyện lớn trong phim được hoàn thành để "khán giả được thỏa mãn", nhưng có đủ những điều chưa giải quyết để cho khán giả thấy "còn có một câu chuyện gì đó lớn hơn nữa, và sẽ còn nhiều nút thắt hơn nữa khi về cuối", một điều gì đó có thể được khám phá trong các mùa sau nếu Netflix muốn làm thêm.
Về việc viết kịch bản cho các nhân vật trẻ con trong phim, Anh em nhà Duffer tự coi mình là những kẻ lạc loài khi còn học trung học và từ đó cảm thấy rất dễ dàng khi viết kịch bản cho Mike và những người bạn của cậu, đặc biệt là nhân vật Barb. Hình ảnh của Joyce được lấy cảm hứng theo nhân vật Roy Neary của Richard Dreyfuss trong Close Encounters of the Third Kind, khi cô xuất hiện "đầy điên rồ" với tất cả mọi người khi cố gắng tìm kiếm Will.

### Tuyển chọn diễn viên

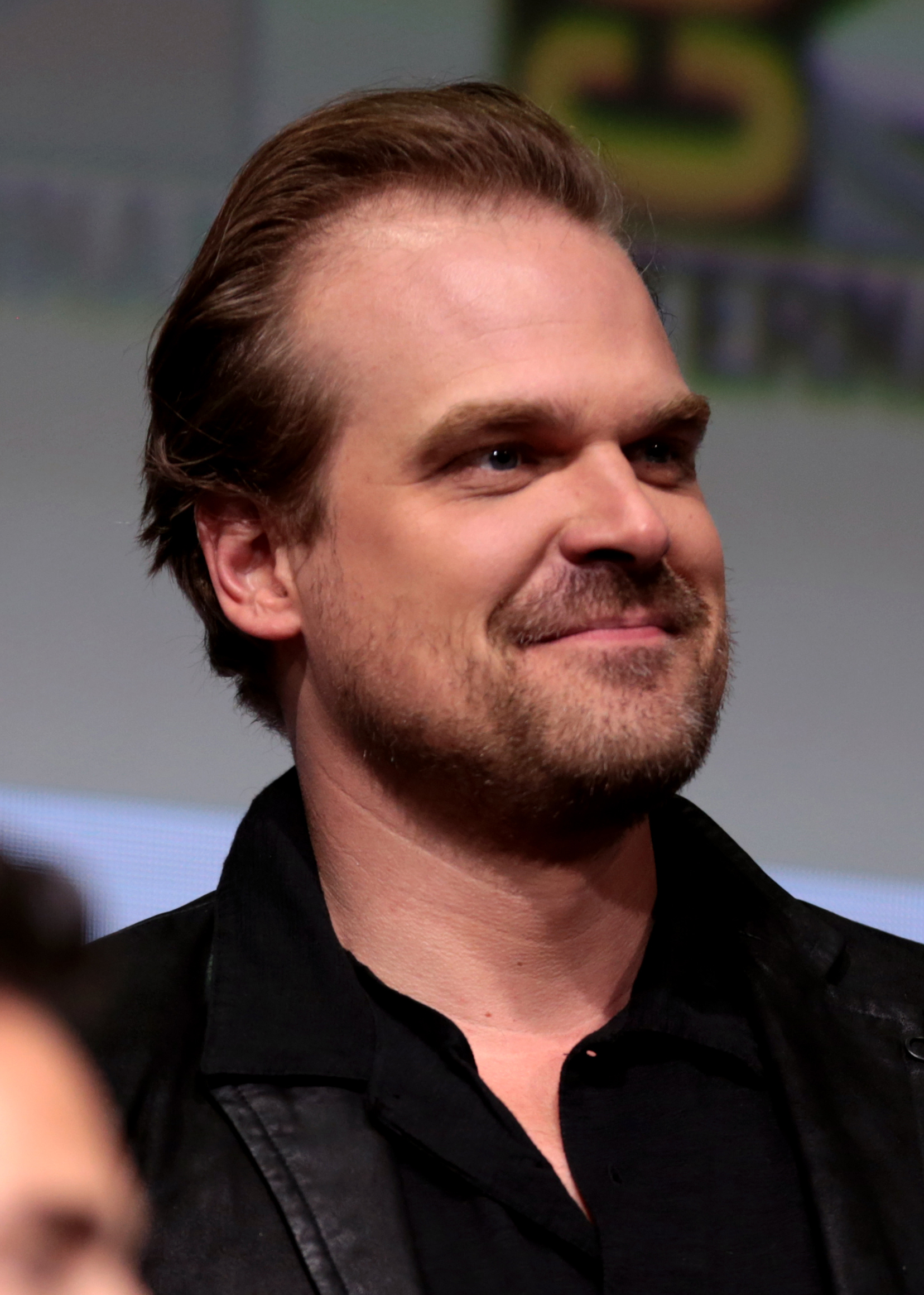
Anh em nhà Duffer chọn David Harbour thủ vai Cảnh sát trưởng Hopper, cho rằng đây là cơ hội để anh đóng một vai diễn chính.

Vào tháng 6 năm 2015, Winona Ryder và David Harbour được thông báo đã tham gia phim với vai diễn Joyce và viên cảnh sát trưởng chưa được đặt tên. Giám đốc casting của hai anh em là Carmen Cuba đã gợi ý Ryder cho vai Joyce; ý tưởng này ngay lập tức thu hút họ do sự xuất hiện nhiều của cô trong những bộ phim thập niên 1980. Levy tin Ryder có thể "làm cho sự kiên trì đầy cảm xúc [của Joyce] thêm khổ sở nhưng cũng từ đó khám phá ra những sắc thái và khía cạnh khác của cô". Ryder dành lời khen cho câu chuyện nhiều lớp của phim đã bắt cô phải diễn sao cho Joyce giống như "cô ấy bị mất trí, nhưng thực ra cô ấy lại đang tìm ra một điều gì đó", và dành lời khen cho hai anh em đã tin cô có thể diễn tốt một vai khó như vậy. Anh em nhà Duffer đã để ý tới Harbour từ trước, người mà trước Stranger Things chủ yếu nhận những vai diễn nhỏ hơn trong vai các nhân vật phản diện, và họ thấy rằng anh ấy đã "phải đợi quá lâu cho cơ hội này" để được diễn vai chính, trong khi chính Harbour cũng thấy thích thú với kịch bản và dịp để anh đóng vai "một nhân vật bị tổn thương, không hoàn thiện và phản anh hùng".
Các buổi tuyển chọn diễn viên được tiếp tục hai tháng sau với Finn Wolfhard trong vai Mike, Millie Bobby Brown trong một vai chưa được tiết lộ, Gaten Matarazzo trong vai Dustin, Caleb McLaughlin trong vai Lucas, Natalia Dyer trong vai Nancy, và Charlie Heaton trong vai Jonathan. Vào tháng 9 năm 2015, Cara Buono tham gia cùng dàn diễn viên với vai Karen, tiếp đó là Matthew Modine trong vai Martin Brenner một tháng sau đó. Các diễn viên cho các nhân vật phụ có Noah Schnapp trong vai Will, Shannon Purser trong vai Barbara "Barb" Holland, Joe Keery trong vai Steve Harrington, và Ross Partridge trong vai Lonnie, cùng thêm các diễn viên khác.
Các diễn viên thử vai cho những nhân vật trẻ con đã phải đọc lời thoại từ Stand By Me. Anh em nhà Duffer ước tính họ đã phải thử vai với khoảng một ngàn diễn viên nhí khác nhau. Họ để ý Wolfhard đã là một "mọt phim" yêu thích những bộ phim từ thời thập niên 1980 nên dễ dàng có được vai diễn, trong khi màn thử vai của Mantarazzo chân thực hơn hầu hết các băng thử vai khác, nên họ đã chọn cậu ngay sau khi xem băng thử vai của cậu chỉ một lần duy nhất. Do quá trình tuyển chọn diễn viên được bắt đầu ngay lập tức sau khi Netflix bật đèn xanh cho phim được tiến hành sản xuất, và do quá trình viết kịch bản chưa được hoàn thiện đầy đủ, một vài ý tưởng và suy nghĩ của các diễn viên về các nhân vật được phản ánh trong kịch bản. Dàn diễn viên trẻ cho vai Will và những người bạn của cậu được chọn xong chỉ ngay sau khi kịch bản ban đầu được hoàn thành, và về sau kịch bản của phim được đưa thêm vào những cách nhìn từ các diễn viên. Hai anh em cho biết Modine đã cho họ nhiều ý tưởng về nhân vật Tiến sĩ Brenner, người mà họ vẫn chưa thực sự đi sâu vào chi tiết do được coi là nhân vật khó viết kịch bản nhất vì xuất hiện ít trong truyện.

### Quay phim
Hai anh em ban đầu muốn quay phim xung quanh khu vực Long Island để cho giống với ý tưởng Montauk ban đầu. Tuy nhiên với kế hoạch bấm máy bắt đầu từ tháng 11 năm 2015, thời tiết lạnh ở Long Island sẽ khiến quá trình quay phim trở nên khó khăn, và đội sản xuất phải bắt đầu tìm kiếm địa điểm quay trong và xung quanh khu vực Atlanta, Georgia. Hai anh em, lớn lên ở Bắc Carolina, đã tìm thấy nhiều nơi gợi nhớ đến thời thơ ấu của họ ở khu vực Atlanta, và cảm thấy nơi đây sẽ thích hợp với việc chuyển bối cảnh sang thị trấn giả tưởng Hawkins, Indiana.
Quá trình quay mùa đầu tiên bắt đầu vào tháng 11 năm 2015 và hầu hết diễn ra tại Atlanta, Georgia; Anh em nhà Duffer và Levy thay phiên nhau đạo diễn từng tập phim. Jackson được chọn là nơi lấy bối cảnh cho thị trấn giả tưởng Hawkins, Indiana. Các địa điểm quay khác có Viện Sức khỏe Tâm thần Georgia trở thành khu vực Phòng thí nghiệm Quốc gia Hawkins, Mỏ đá Bellwood, trường Trung học phổ thông Patrick ở Stockbridge, Georgia cho những cảnh ở trường học, Phòng Giáo dục thường xuyên của Đại học Emory, tòa thị chính cũ tại Douglasville, Georgia, Công viên Ngựa Quốc tế Georgia ở Conyers, Georgia, tòa án chứng thực di chúc tại Butts County, Georgia, Thư viện Old East Point và Nhà thờ Báp-tít East Point First ở East Point, Georgia, Fayetteville, Georgia, Công viên Stone Mountain, Palmetto, Georgia, và Winston, Georgia. Các cảnh quay trong trường quay được thực hiện tại Screen Gem Studios ở Atlanta. Phim được quay bằng máy ảnh kỹ thuật số Red Dragon. Quá trình quay phim mùa thứ nhất kết thúc vào đầu năm 2016.
Trong quá trình quay, hai anh em muốn có một vài cảnh quay gợi nhớ về nhiều tác phẩm thập niên 1980 trong ký ức của họ. Mục tiêu của họ không phải là lấp đầy phim toàn những yếu tố tham khảo đó, mà để người xem thấy đây như là một bộ phim thập niên 80. Họ dành rất ít thời gian xem lại những tác phẩm này mà thay vào đó đưa chúng vào dựa theo trí nhớ của mình. Matt sau đó nhận ra một vài cảnh quay không được làm chủ ý nhưng lại rất thích hợp, theo như một video của người hâm mộ so sánh phim với một vài tác phẩm thập niên 80 đã chỉ ra. Matt để lại bình luận cho video rằng "Một số là có chủ ý và một số chỉ là vô thức mà thôi." Hai anh em nhận ra nhiều cảnh mang tính biểu tượng trong những bộ phim năm 80 này, như với Poltergeist, đều "lấy một thứ vật dụng gì đó rất bình thường trong đời sống hàng ngày, như cái TV của họ chẳng hạn, và nhuốm nó bằng một thứ gì đó khác kỳ lạ", từ đó dẫn tới ý tưởng dùng dây đèn Giáng Sinh để Will liên lạc với Joyce.
Hai anh em dành coi các nhà thiết kế trang phục và sáng tác nhạc phim là những người đã giúp tái tạo lại phong cách của những năm 80 trong bộ phim. Lynda Reiss, trưởng nhóm đạo cụ, có ngân sách khoảng 220.000 USD, tương đương nhiều bộ phim khác, để tạo các đạo cụ sao cho giống phong cách thập niên 80. Cô đã phải dùng eBay và tìm kiếm khắp các chợ trời và buổi thanh lý đồ đạc khắp vùng Atlanta. Phần lớn đạo cụ là những vật dụng thật từ thập niên 1980, chỉ có vài món đồ, như những cuốn sách Dungeons & Dragons, là những bản sao.

### Hiệu ứng hình ảnh
Để tạo hiệu ứng phim cũ cho loạt phim, các cảnh quay được thêm các hạt nhiễu lấy từ những bộ phim nhựa những năm 1980. Anh em nhà Duffer muốn làm phim hù dọa khán giả, nhưng không cần thiết phải khiến cho phim trở nên bạo lực hay máu me, giống như những bộ phim thập niên 1980 của Amblin Entertainment đã dẫn tới việc bổ sung mức phân loại phim PG-13. Bộ phim tập trung "nhiều hơn vào cảm xúc, không khí, sự hồi hộp và nỗi sợ hơn là những cảnh đẫm máu", nhưng họ cũng không ngại đưa vào thêm nhiều yếu tố kinh dị, nhất là càng về cuối mùa thứ nhất. Hai anh em muốn tránh phải sử dụng bất cứ hiệu ứng máy tính nào cho con quái vật và các yếu tố khác trong phim mà muốn sử dụng các hiệu ứng thực tế, do đó họ đã phải tạo một robot hoạt cảnh để đóng vai con demogorgon. Tuy nhiên, thời gian quay phim chỉ dài sáu tháng khiến họ ít có thời gian lên kế hoạch chuẩn bị và thử nghiệm các dụng cụ tạo hiệu ứng cho các cảnh quay. Họ quyết định chọn hướng đi ở giữa: sử dụng các đạo cụ được dựng trước, bao gồm cả robot cho con quái vật, bất cứ khi nào có thể; nhưng với những cảnh quay khác, như cảnh con quái vật chui ra từ tường nhà, họ dùng các hiệu ứng kỹ thuật số. Quá trình hậu kỳ cho mùa đầu tiên hoàn thành chỉ một tuần trước khi phát hành phim trên Netflix.
Đoạn giới thiệu mở đầu phim có những cảnh quay cận cảnh các chữ cái trong tựa đề Stranger Things với ánh đỏ trên nền đen; các chữ cái này dần dần chuyển động vào với nhau tạo thành tựa đề phim. Đoạn mở đầu này được tạo bởi Imaginary Forces, trước đây thuộc R/GA, chỉ đạo bởi giám đốc sáng tạo Michelle Doughtey. Levy đã giới thiệu cho Anh em nhà Duffer xưởng phim này khi hai anh em giải thích mong muốn của họ về một bộ phim lấy cảm hứng từ thập niên 1980, từ đó giúp cho xưởng phim có thể chỉnh sửa lại ý tưởng của họ. Sau đó, trước khi quay, các nhà sản xuất đã gửi cho Imaginary Forces kịch bản, bản nhạc nền đậm chất synth cho đoạn mở đầu, cùng với một vài bìa sách từ King và các tác giả khác, và họ đang tìm kiếm một hướng đi tương tự cho phần tiêu đề phim, chủ yếu là một đoạn mở đầu sử dụng chữ đồ họa. Họ lấy cảm hứng từ một vài phần tiêu đề trong các tác phẩm từ thập niên 1980 được thiết kế bởi Richard Greenberg khi còn làm việc tại R/GA, như Altered States và The Dead Zone. Họ cũng được đóng góp từ Dan Perri, người từng tham gia thiết kế tiêu đề một vài bộ phim thập niên 1980. Nhiều ý tưởng ban đầu đã được đưa ra như làm các chữ cái biến mất để thể hiện chủ đề "mất tích" của phim, và cho các chữ cái đổ bóng lên nhau để ám chỉ tới những bí ẩn, trước khi quyết định để các chữ cái chuyển động chậm dần tạo nên tựa đề. Xưởng phim bắt đầu quá trình thiết kế phần tựa đề trước khi bấm máy, và sau khi bắt đầu quay phim các nhà sản xuất phải mất một tháng để nghiên cứu kỹ bộ phim và quay trở lại với nhiều ý tưởng khác. Ban đầu họ sử dụng nhiều loại phông chữ khác nhau để làm tựa đề và dùng các cảnh quay cận cảnh vào những đặc điểm tốt nhất ở những phông chữ đó, nhưng gần tới cuối các nhà sản xuất lại muốn sử dụng phông ITC Benguiat, buộc họ phải làm lại những cảnh này. Đoạn mở đầu cuối cùng được đưa vào phim hoàn toàn là do máy tính mô phỏng, nhưng có nhiều nguồn cảm hứng từ việc thử nghiệm một vài hiệu ứng thực tế, như sử dụng bộ lọc phim Kodalith giống những năm 1980 để từ đó tạo ra bộ lọc thích hợp cho phần mềm vẽ. Đoạn giới thiệu tên từng tập phim dùng hiệu ứng "bay qua" giống bộ phim Bullitt, theo như lời gợi ý của các nhà sản xuất tới xưởng phim.